# Дедал (Аристофан)
«Дедал» (др.-греч. Δαίδαλος) — комедия древнегреческого драматурга Аристофана, которую относят к позднему периоду творчества этого автора. Текст пьесы практически полностью утрачен, сохранился только ряд коротких фрагментов, процитированных более поздними античными и средневековыми авторами (фрг. 241—249).
Центральный персонаж комедии — мифологический герой Дедал, искусный мастер, который помог Зевсу обрести облик лебедя, чтобы вступить в брак с Немезидой и зачать Елену.